# Jon Laukvik
Jon Laukvik (* 16. Dezember 1952 in Oslo) ist ein norwegischer Organist und Hochschullehrer.

## Leben
Jon Laukvik studierte Kirchenmusik, Orgel und Klavier in Oslo. Er ergänzte seine Studien bei Michael Schneider und Hugo Ruf in Köln und bei Marie-Claire Alain in Paris. Laukvik war von 1980 bis 2016 Professor an der Staatlichen Hochschule für Musik und Darstellende Kunst in Stuttgart. Von 2001 bis 2017 unterrichtete er an der Staatlichen Musikhochschule in Oslo. Er war zudem Gastprofessor am Royal College of Music in London, und im Studienjahr 2019–2020 Gastprofessor am Institute of Sacred Music an der Yale University in New Haven, USA.

## Wettbewerbe
- 1977: 1. Preis der Internationalen Orgelwoche Nürnberg
- 1977: Internationaler Orgelwettbewerb beim Deutschen evangelischen Kirchentag

## Veröffentlichungen
- Orgelschule zur historischen Aufführungspraxis
  - Teil 1: Orgel und Orgelspiel im Barock und in der Klassik. Carus-Verlag, Stuttgart 1990, 3. revidierte Auflage 1996, 4. Auflage 2000, ISBN 978-3-923053-61-2.
  - Teil 2: Orgel und Orgelspiel in der Romantik von Mendelssohn bis Reger und Widor. Carus-Verlag, Stuttgart 2000, ISBN 978-3-923053-62-9.
  - Teil 3: Die Moderne. Carus-Verlag, Stuttgart 2014, ISBN 978-3-89948-227-0.
- Kritische Gesamtausgabe der Orgelwerke Louis Viernes in 13 Bänden. Bärenreiter, Kassel
- diverse eigene Kompositionen,[1] u. a. Suite[2]

## Schülerinnen und Schüler (Auswahl)
- Jörg Halubek
- Christiane Michel-Ostertun
- Christian-Markus Raiser
- Rainer Oster
- Hildegund Treiber
- Carsten Wiebusch
- Paweł Wróbel
- Christopher Zehrer